# 小行星3875
小行星3875（英語：3875 Staehle）是一颗围绕太阳公转的小行星。1988年5月17日，埃莉諾·赫琳在帕洛马山发现了此天体。
这颗小行星的绝对星等为188.02342等。